# Зоран Бојовић (архитекта)
Зоран Бојовић (Београд, 1936 — Београд, 2018) био је југословенски и српски архитекта и инжењер који је познат по великим пројектима у свету, највише у Нигерији и на Средњем истоку.

## Биографија
Бојовић је рођен 1936. године у Београду где је завршио Архитектонски факултет у Београду. Радио је за Енергопројект, српску грађевинску компанију и сложен пословни систем са предузећима у Србији и свету, где се истакао у свом послу и радио све до одласка у пензију 1998. године. Као главни архитекта Енергопројекта радио је у широм Европе, у Азији и Јужној Америци. Био је познат по модернистичком приступу рада, који је укључивао индустријске објекте, спортске комплексе, велике електране и стамбене комплексе, као и урбане јавне површине. Израдио је планове за Међународни сајам у Лагосу, чијем отварању је присуствовао председник Сједињених Америчких Државама Џими Картер и био један од пројектаната Државног секретаријата у Каноу. Поред тога, радио је у Ираку, пројектовао Багдадски стамбени и пословни центар Ал Кулаф.
Био је члан Академије инжењерских наука Србије, Академије за архитектуру Србије, Удружења примењених уметника и дизајнера Србије и Инжењерске коморе Србије.
За свој рад добио је велики број награда, укључујући „Посебну награду” на Салону архитектуре у Београду 1984. године. Године 1985. добио је „Београдску јубиларну медаљу” за архитектонски рад. На другом београдском тријенталу светске архитектуре, изабран је међу дванаест угледних градских архитеката. Освојио је „Награду за животно делу”, коју му је доделила Инжењерска комора Србије, 2013. године.